# 후안 카를로스 발레론
후안 카를로스 발레론 산타나(스페인어: Juan Carlos Valerón Santana, 1975년 6월 17일 ~ )는 스페인의 전 축구 선수이며, 포지션은 공격형 미드필더이다. 그는 패스와 볼 컨트롤로 유명했으나, 선수로 활동하는 동안 많은 부상을 겪었다.

## 선수 경력

### 클럽 경력
발레론은 1995년 그의 고향인 라스팔마스에서 축구 경력을 시작하였으며, 1997-98 시즌을 앞두고 발레아레스 제도의 마요르카로 이적하였다. 그는 1997년 8월 31일 발렌시아와의 홈 경기에서 프리메라리가에 데뷔하였으며, 그 경기에서 10분 동안 활약하며 팀의 2-1 승리에 일조하였다. 그는 이적한 직후 팀이 리그에서 5위를 차지하여 팀의 UEFA컵 진출에 중요한 역할을 하였으며, 코파 델 레이 준우승을 이끌었다.
발레론은 마요르카에서 두 번째 시즌을 맞기 이전에 아틀레티코 마드리드로 이적하여 팀을 이끌었으나, 1999-00 시즌 팀이 리그 19위에 머물며 세군다 디비시온으로 강등되자 데포르티보 라코루냐로 이적하였다. 이적 이후 그는 같은 포지션의 자우미냐와 경쟁하였으며, 서서히 주전 자리를 차지하며 마침내 2004년 2월 연장 계약을 맺었다.
하지만, 2006년 1월 발레론은 전방 십자 인대 부상을 당했으며, 그 해 8월과 2007년 초 부상이 재발하며 힘겨운 시기를 겪었다. 결국 그는 2006-07 시즌 동안 단 2경기만 출전하였으며, 다시 수술을 받아 2007-08 시즌 중반까지 경기장에 나오지 못하였다.
발레론은 2008년 1월 27일 발렌시아와의 홈 경기에서 안드레스 과르다도와 교체되며 133일만에 출장하였으며, 그 경기에서 15분 동안 활약하며 팀의 2-1 승리에 기여하였다. 2008-09 시즌 이후, 그는 다시 팀의 중요한 선수가 되었다.
2013년 7월, 그는 떠난지 16년만에 고향팀인 UD 라스팔마스로 돌아간다. 그는 총 73경기를 뛰며 14-15시즌 팀이 프리메라리가로 승격하는데 일조하였고, 15-16시즌부터 다시 프리메라리가로 돌아와 2016년 5월 7일 은퇴했다.

### 국가대표팀 경력
발레론은 1998년 11월 18일 이탈리아와 2-2로 무승부를 거둔 경기에서 스페인 축구 국가대표팀에 데뷔하였으며, 이후 그는 UEFA 유로 2000, 2002년 FIFA 월드컵, UEFA 유로 2004에 참가하였다. 그는 2002년 FIFA 월드컵에서 슬로베니아와의 경기에서 골을 기록하며 팀의 3-1 승리에 공헌하였으며, UEFA 유로 2004에서 러시아와의 경기에서 결승골을 넣어 팀의 1-0 승리를 이끌었다.

## 수상
데포르티보
- 코파 델 레이 : 2001-02
- 수페르코파 데 에스파냐 : 2000, 2002
- 세군다 디비시온 : 2011-12
- UEFA 인터토토컵 : 2008

 스페인
- 1998년 UEFA U-21 축구 선수권 대회 우승